# Rio Guadiela
O rio Guadiela é um afluente do rio Tejo, o primeiro de certa importância que recebe pela margem esquerda. Tanto as suas águas como as do próprio Tejo são retidas pela barragem de Buendía, que forma o chamado Mar de Castela.
Nasce na serra de Cuenca, a 4 km a este de Cueva del Hierro. Um dos seus afluentes mais significativos é o rio Cuervo, de belíssima nascente.
O nome de Guadiela é um topónimo árabe (نهر = "guad" = rio). A largura da desembocadura é variável, de acordo com o nível da água na barragem de Sayetón, que comparte com o rio Tejo.